# Rich Kids on LSD
Rich Kids on LSD (R.K.L.) были хардкор-панк-группой, сформированной в 1982 году в Монтесито, Калифорнии, пригороде Санта-Барбара. Также они ассоциируются с «Нардкор»-сценой, чьё название происходит от близлежащего города Окснард. Их музыка расширялась на протяжении многих лет от хардкора Западного Побережья к сочетанию хардкора с роком и элементами металла. Этот стиль сделал их популярными во время европейской сцене, особенно среди скейтеров 80-х и 90-х.

## История

### Годы становления
Первый состав RKL собрался ещё в ранеем возрасте. Крис Рест и Бомер Манзулло (так же как и Бомбер) играли вместе и попросили Джоуи Кейпа (Lagwagon) присоединится к ним в качестве второго гитариста. Кейп сказал что согласится лишь в случае, если вокалистом будет Джейсон Сирс. Остальные знали Сирса с начальной школы и игры в футбол. Кейп и не стал играть в группе. RKL начали выступать с постоянными сменами состава на второй и бас гитарах. В конце концов Аллен Дункан присоединился как второй гитарист, а Винсент Пеппарс в качестве басиста. Со слов Криса Реста, «В скорее Бомер начал писать большинство музыки»

## Дискография
- It's a Beautiful Feeling (1984)